# Бабляк Олександр Дмитрович
Олександр Дмитрович Бабляк (народився 9 липня 1970 року, Львів) — український кардіохірург, керівник Центру кардіохірургічної допомоги медичної мережі «Добробут» (Київ), експерт Міністерства охорони здоров'я України за спеціальністю «Кардіологія. Хірургія серця та магістральних судин», доктор медичних наук, член Європейської асоціації кардіоторакальних хірургів [Архівовано 20 січня 2019 у Wayback Machine.] та Міжнародного товариства мініінвазивної кардіоторакальної хірургії [Архівовано 2 серпня 2019 у Wayback Machine.]. Автор методики мініінвазивного багатосудинного коронарного шунтування в умовах передньої мініторакотомії TCRAT (Total Coronary Revascularization via left Anterior miniThoracotomy).

## Біографія
Народився 9 липня 1970 року у Львові. Батько — відомий український хірург, організатор і керівник Львівського міжобласного центру серцево-судинної хірургії, професор Дмитро Євгенович Бабляк. Мати — Ірина Миколаївна Бабляк, викладач Львівського державного коледжу декоративного та  ужиткового мистецтва імені Івана Труша.

#### Освіта та стажування
- 1994 рік — закінчив Львівський медичний університет (нині — Львівський національний медичний університет імені Данила Галицького) за спеціальністю «лікувальна справа».
- 1997 рік — пройшов спеціалізацію з хірургії серця та магістральних судин на кафедрі хірургії серця та магістральних судин Національної медичної академії післядипломної освіти імені П. Л. Шупика на базі Національного інституту серцево-судинної хірургії імені М. М. Амосова Національної академії медичних наук України.
- 1999–2001 роки — стажувався на посаді реджистрара за програмою Royal Australasian College of Surgeons (RACS) в австралійському медичному центрі Royal North Shore Hospital [Архівовано 4 лютого 2019 у Wayback Machine.], який функціонує у складі Університету Сіднея.

#### Професійна діяльність
- 1997–2005 роки — лікар-кардіохірург Львівського обласного клінічного лікувально-діагностичного кардіологічного центру.
- 2005–2016 роки — лікар-кардіохірург Науково-практичного медичного центру дитячої кардіології та кардіохірургії МОЗ України.
- Із 2016 року — провідний кардіохірург, керівник Центру кардіохірургічної допомоги медичної мережі «Добробут» (Київ), першої в Києві приватної кардіохірургії.

#### Наукова діяльність
- 2004 рік — захистив кандидатську дисертацію на тему: «Верхньо-септальний доступ при операціях на мітральному клапані».
- 2016 рік — захистив докторську дисертацію на тему: «Хірургічне лікування конотрункальних вад серця з великими аорто-легеневими колатеральними артеріями»[5].

Автор понад 100 наукових публікацій, у тому числі в міжнародних спеціалізованих виданнях, таких як European Journal of Cardiothoracic Surgery [Архівовано 25 січня 2019 у Wayback Machine.]. Є доповідачем міжнародних наукових конгресів, зокрема 28-го Конгресу Всесвітньої асоціації серцево-судинних і торакальних хірургів (WSCTS, World Society of Cardio-Vascular & Thoracic Surgeons), Любляна, 2018 рік; 12-го Конгресу Асоціації торакальних та серцево-судинних хірургів Греції (Hellenic Society of Thoracic & Cardiovascular Surgeons), Athens Crossroad, Афіни, 2018 рік; 30-ї щорічної зустрічі Європейської асоціації кардіоторакальної хірургії (EACTS, European Association for Cardio-Thoracic Surgery), Барселона, 2016.

#### Викладацька діяльність
- 1997–2005 роки — асистент кафедри шпитальної хірургії Львівського національного медичного університету імені Данила Галицького.

Одружений, має трьох доньок. Дружина — українська художниця Леся Леонідівна Бабляк.

## Досягнення
За останні 7 років прооперував понад 2100 пацієнтів із летальністю менше 0,5 %. Має досвід виконання всього спектру кардіохірургічних втручань як у дорослих, так і в дітей, у тому числі новонароджених.
Активно розвиває в Україні мініінвазивну кардіохірургію (операції на серці без розрізу грудної кістки, через міжреберний розріз 6–8 см). У переліку мініінвазивних кардіохірургічних втручань є багатосудинне коронарне шунтування, пластика і протезування мітрального, аортального та тристулкового клапанів серця, видалення пухлин серця, корекція деяких вроджених вад серця. Використання малоінвазивних методик дозволяє суттєво полегшити післяопераційне відновлення пацієнта та помітно скоротити час реабілітації: за два тижні пацієнти повертаються до помірних фізичних навантажень, легкої домашньої роботи та офісної роботи на півдня, через місяць можуть вести звичне життя з мінімальними обмеженнями.
У 2017 році розробив методику мініінвазивного багатосудинного коронарного шунтування в умовах передньої мініторактомії TCRAT (Total Coronary Revascularization via left Anterior miniThoracotomy).  